# Gaius Valerius Proculus
Gaius Valerius Proculus war ein im 2. Jahrhundert n. Chr. lebender Angehöriger der römischen Armee.

## Inschriften
Durch eine Inschrift auf einem Grabstein, der in Salona gefunden wurde, sind einzelne Stationen seiner Laufbahn bekannt. Proculus diente zunächst als Reiter (eques) in einer Kohorte, deren Name nur unvollständig erhalten ist. Danach wechselte er zur Cohors I Belgarum und wurde in dieser Einheit zweimal befördert, zunächst zum Vexillarius und im Anschluss zum Kommandeur (Decurio) einer Turma der Kohorte.
Proculus ließ den Grabstein noch zu seinen Lebzeiten für sich, seine Frau Apuleia Sabina und seine Nachfahren errichten.
In einer weiteren Inschrift, die in Tilurium (Trilj) gefunden wurde, ist ein Valerius Proculus als Kommandeur einer Turma der Cohors I Belgarum aufgeführt. Ivan Matijević hält es für wahrscheinlich, dass Valerius Proculus mit Gaius Valerius Proculus identisch ist.

## Datierungen
Bei der EDCS werden beide Inschriften auf den Zeitraum zwischen 101 und 150 n. Chr. datiert. Ivan Matijević gibt für die erste Inschrift einen Zeitraum zwischen 120 und 140 und für die zweite einen Zeitraum zwischen 120 und 130 an.

## Erste Kohorte
Der Name der ersten Kohorte, in der Proculus diente, ist nur unvollständig erhalten und wird unterschiedlich ergänzt. Die Lesung der EDCS ist eques coh(ortis) I [U]lp(iae). John Spaul ordnet Proculus der Cohors I Alpinorum equitata zu. Laut Ivan Matijević haben drei weitere Historiker, die sich mit der Inschrift befasst haben, an der beschädigten Stelle Cohors I Alpinorum gelesen; er selbst hält es jedoch aus verschiedenen Gründen für wahrscheinlich, dass in der Inschrift die Cohors III Alpinorum aufgeführt ist.